# 11946 Bayle
A 11946 Bayle (ideiglenes jelöléssel 1993 PB7) a Naprendszer kisbolygóövében található aszteroida. Eric Walter Elst fedezte fel 1993. augusztus 15-én.
Nevét Pierre Bayle (1647 – 1706) francia filozófus után kapta.